# Sufyaniyyun
Sufyanider (kurdiska: ئاڵاى سپى), även känd som De vita flaggorna, är en militant kurdisk islamonationalistisk grupp som är en utlöpare av Ansar al-Islam. Organisationen är benämnd efter Abu Sufyan ibn Harb, en sahaba som är hatad av shiamuslimer. Den är baserad i de omtvistade territorierna i norra Irak i motsats till shiamiliser och den irakiska regeringen. Den deltog under slaget vid Kirkuk när oljeanläggningen Jambur säkrades av shiamuslimska miliser samt irakiska styrkor i oktober 2017 då den federala regeringen återtog kontrollen över omtvistade territorier som tagits av den kurdiska regionala regeringen.
Sufyaniderna anses vara en terroristorganisation enligt Iraks regering. I slutet av 2017 anklagade en irakisk-turkmensk parlamentsledamot kurdiska ledare för att stödja gruppen. Detta förnekades av Kurdistans regionala regering. Gruppens ledare Hiwa Chor, som var en tidigare medlem av al-Qaida i Irak, höll inte med om ISIL:s ambitiösa kalifatplaner och lämnade organisationen med en turkmensk militärperson från Diyala-guvernementet. Gruppen strider med olika gerillataktiker och använder även granatkastare och raketer. Gruppen verkar i och runt Tuz Khurmatu med frekventa attacker mot oljefält och vägar i området.